# Наумцев, Наум Григорьевич
Наум Григорьевич Наумцев (8 [21] октября 1913, Баку — 30 ноября 2000, Самара) — советский футболист, защитник. Мастер спорта СССР (1946).
В высшей советской лиге провёл 57 матчей за ЦДКА, тбилисское «Динамо» и бакинский «Нефтяник». Участник Великой Отечественной войны.

## Биография
Родился в Баку в 1913. Отец — Григорий Иустинович Наумцев.
Начал футбольную карьеру в конце 1930-х в бакинских командах «Темп», «Динамо», «Нефтяник» и «Строитель Юга». В августе 1940 военкоматом Ворошиловского района города призван в РККА. Провёл 3 матча в высшей лиге за Команду Красной Армии в чемпионате СССР 1941 года с легендарным Тарасовым, который не был доигран из-за начала Великой Отечественной войны.
Во время войны служил в звании политрука/капитана в Закавказском военном округе и в штабе 20-й армии Западного фронта. 25 августа 1942 года был представлен к медали «За отвагу», за выполнение поручений под огнём 6 декабря 1941 года (в районе Киёво и Красной Поляны, местах наибольшего приближения противника к столице во время Битвы за Москву) и 12—13 августа 1942 года.
После войны играл за тбилисские ОДО и «Динамо» (с последним выиграл бронзовые медали чемпионата 1947, и снова за бакинские «Динамо» и «Нефтяник».

## Личная жизнь
Сын Наума Наумцева и театральной актрисы Зои Николаевны Астафьевой — Юрий Наумцев, стал известным баскетболистом (бакинского «Динамо» и московского «Динамо») и киноактёром. В частности, снимался в фильмах «ТАСС уполномочен заявить…» и «Кин-дза-дза».

## Достижения и награды

### Спортивные
Динамо Тбилиси
- Бронзовый призёр чемпионата СССР (1): 1947[6]

### Государственные
- Орден Отечественной войны II степени (6.04.1985)[3]
- Медаль «За отвагу» (25.08.1942)
- Медаль «За оборону Москвы» (30.04.1945)
- Медаль «За победу над Германией в Великой Отечественной войне 1941—1945 гг.»[4]